# 約瑟夫·霍夫曼

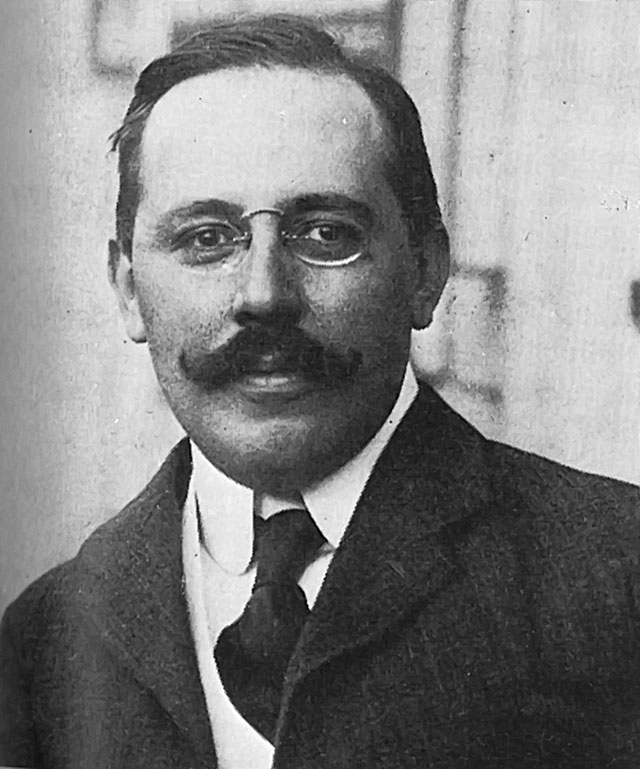
約瑟夫·霍夫曼

约瑟夫·霍夫曼（Josef Hoffmann，1870年12月15日 - 1956年5月7日）是一位奥地利-摩拉维亚建筑师和設計師，曾在维也纳美术学院学习。他是维也纳分离派的创始人之一。位于布鲁塞尔首都大区的斯托克莱宫就是由他設計的。